# 五台山万佛阁
五台山万佛阁，又名五爷庙、广济堂，位于山西省忻州市五台山风景名胜区台怀镇杨林村。是五台山香火最旺的寺庙，已列为忻州市文物保护单位。

## 历史
万佛阁（五爷庙）始建于明代万历四十四年（1616年），当时是塔院寺的属庙，仅有东殿（文殊殿）。清代成为独立寺，改为黄庙（藏传佛教），增建龙王殿。

## 建筑
万佛阁前后两进，占地2040平方米。寺内东、南、北三面有殿堂、佛塔2座。
五龙王殿位于前院，坐北朝南。对面戏台一座。五龙王殿建于清代，供奉广济龙王菩萨的两尊坐像（一尊木雕，一尊铜铸），传说为东海龙王第五子，俗称五爷，有求必应。终年香火鼎盛，人声鼎沸。每月初一、十五，来“烧头香”的香客尤多，殿前殿内拥挤不堪。
文殊殿位于后院，坐东朝西，建于明代万历四十四年（1616年），高二层，面阔五间，进深四间，三檐歇山顶，四角翘出，明柱围廊。殿内下层供奉文殊、普贤、观音三位菩萨。殿内上下两层的左、右、后三面墙壁布满木制小格龛，合计共有10厘米大小的泥塑贴金佛像万尊。二层供奉地藏王菩萨，左右两边是道明和尚和其父亲。

## 保护
1988年7月，五台山万佛阁公布为五台县文物保护单位。2022年5月11日，五台山万佛阁公布为第三批忻州市文物保护单位，编号3-50。